# Нью-Йоркская школа
Нью-Йоркская школа (англ. New York School) — объединение американских поэтов, художников, композиторов и хореографов, возникшее в конце 1950-х годов.
Центральными фигурами школы были Джон Эшбери, Фрэнк О’Хара, Кеннет Кох, Джеймс Шайлер и Барбара Гест. Благодаря тому обстоятельству, что Фрэнк О’Хара был куратором Музея современного искусства, поэты были тесно связаны с художниками, принадлежавшими к уже основательно развитому направлению живописи — абстрактному экспрессионизму, в лице лидера движения Джексона Поллока, а также — Джейн Фрейлихер, Фейрфилд Портер, Ларри Риверс.
Принято считать, что школу объединяло следование традициям модернистской поэзии Европы (в частности, сюрреализму), хотя различие между герметичной философской лирикой Эшбери и хроникой повседневной жизни О’Хары явно больше, чем сходство между ними.

Композиторы Нью-Йоркской школы. Слева направо: Крисчен Вулф, Эрл Браун, Джон Кейдж, Дэвид Тюдор, Мортон Фелдман.

В музыкальном мире под именем Нью-Йоркской школы получила известность неформальная группа композиторов, возникшая в начале 1950-х годов и включавшая Джона Кейджа, Крисчена Вулфа, Эрла Брауна, Мортона Фелдмана и Дэвида Тюдора. У композиторов школы не было единого стиля, однако их музыку объединяло пренебрежение существующими традициями и стремление к созданию индивидуальных методов композиции. Для композиторов школы были характерны общие творческие задачи, к которым относились переосмысление музыкальной формы и времени, поиск новых методов нотации. Некоторые композиторы этой школы испытали творческое влияние художников-современников: так, Браун признавал влияние Джексона Поллока и Александра Колдера, а в пьесе Кейджа «4′33″» можно усмотреть влияние «Белых картин» Роберта Раушенберга. Интенсивное общение композиторов школы продолжалось до середины 1950-х, сойдя на нет отчасти в силу географических причин (переезд Кейджа в северную часть штата Нью-Йорк, отъезд Вулфа в Гарвард), отчасти в силу эстетических и персональных разладов (так, напряжённые отношения сложились между Фелдманом и Брауном).